# Nyhavnsbroen
Nyhavnsbroen er en bro over kanalen i Nyhavn i København. Den forbinder Holbergsgade på Gammelholm med Toldbodgade i Frederiksstaden. Broen adskiller Nyhavn i en indre del op mod Kongens Nytorv, hvor der ligger veteranskibe, og en ydre del ud mod havneløbet. Midt på broen er der en god udsigt til de historiske og maleriske huse i Nyhavn. Der er derfor ofte mange mennesker der, især på solskinsdage om sommeren.

## Historie
Nyhavn blev anlagt i 1670-1673. Den første Nyhavnsbro blev derimod først anlagt to hundrede år senere i 1874 og åbnet 6. februar 1875. Baggrunden for anlæggelsen var den bebyggelse af Bremerholm, der havde fundet sted, siden Flåden forlod området i 1858, og som havde gjort en omlægning af trafikken nødvendigt. I 1911-1912 blev den første bro erstattet af den nuværende elektrisk drevne klapbro. Imens det stod på, var der anlagt en træbro til fodgængere ved siden af. Det samme skete ved en fornyelse af broen omkring 1960. Endnu en renovering fandt sted i 1993.
I 2010'erne blev det populært at ophænge kærlighedslåse på broens rækværk som symbol på evigt troskab. I forbindelse med en renovering af rækværket i sommeren 2020 valgte Københavns Kommune imidlertid at fjerne de efterhånden 5.000 låse, der var blevet sat op. Låsene blev lagt frem til afhentning af dem, der havde sat dem op, mens kommunen overvejede, om de låse, der ikke blev afhentet, kunne bruges til et kunstværk eller andet. Desuden blev det forbudt at opsætte nye låse af hensyn til broens overfladebehandling og af frygt for, at de ville ryge i vandet ved broåbninger.

## Udformning
Nyhavnsbroen består af tre dele. I hver ende er der en mindre bue til vandgennemstrømning, og i midten er der en enkeltfløjet klapbro. Broen ejes og vedligeholdes af Københavns Kommune. Broåbning kræver henvendelse i forvejen til Nyhavns Skipperlaug, der organiserer veteranskibene i Nyhavn. Der er en gennemsejlingsbredde på 9,1 m under klapfaget. Ved en normal broåbning rager klapsiden 2,35 ind over gennemsejlingsåbningen og 1,46 m ved fuld åben bro.
Åbningerne, når en af de gamle skibe skal forbi, kan give anledning til en del interesse fra turisterne, der ellers kan have svært ved at forstå, at broen faktisk både kan åbnes og bliver det. Udenlandske turister kan desuden have svært ved at forstå, at det er Skipperlaugets egne medlemmer, der siden 1975 har haft lov til at åbne broen, og ikke folk med en professionel maritim uddannelse, sådan som det ellers er tilfældet de fleste andre steder.
Til dagligt passeres broen flere gange i timen af havnerundfarterne Canal Tours og Netto-Bådene på vej til og fra deres anlægspladser ved Kongens Nytorv. Deres skibe er imidlertid så lave, at de kan kan klare sig med gennemsejlingshøjden på 1,8 m ved middelvandstand, når broen er lukket. I tilfælde af højvande må de dog lægge til udenfor broen på siden ved Holbergsgade.
Broen som sådan er i en lidt bombastisk stil. Den har elegant udformede rækværk, og på bropiller og landfæster er der gamle gadelygter. I begge ender er der indrettet forsænkede pissoirer i forbindelse med broen.